# Forcipomyia pallipes
Forcipomyia pallipes är en tvåvingeart som först beskrevs av Johann Wilhelm Meigen 1818.  Forcipomyia pallipes ingår i släktet Forcipomyia och familjen svidknott.
Artens utbredningsområde är Tyskland. Inga underarter finns listade i Catalogue of Life.